# Stazione di Palagiano-Mottola
Stazione di Palagiano-Mottola vasútállomás Olaszországban, Puglia régióban, Palagiano településen.

## Vasútvonalak
Az állomást az alábbi vasútvonalak érintik:
- Bari–Taranto-vasútvonal

## Kapcsolódó állomások
A vasútállomáshoz az alábbi állomások vannak a legközelebb: 
- Stazione di Palagianello
- Stazione di Massafra